# Kursächsische Ganzmeilensäule Chemnitz

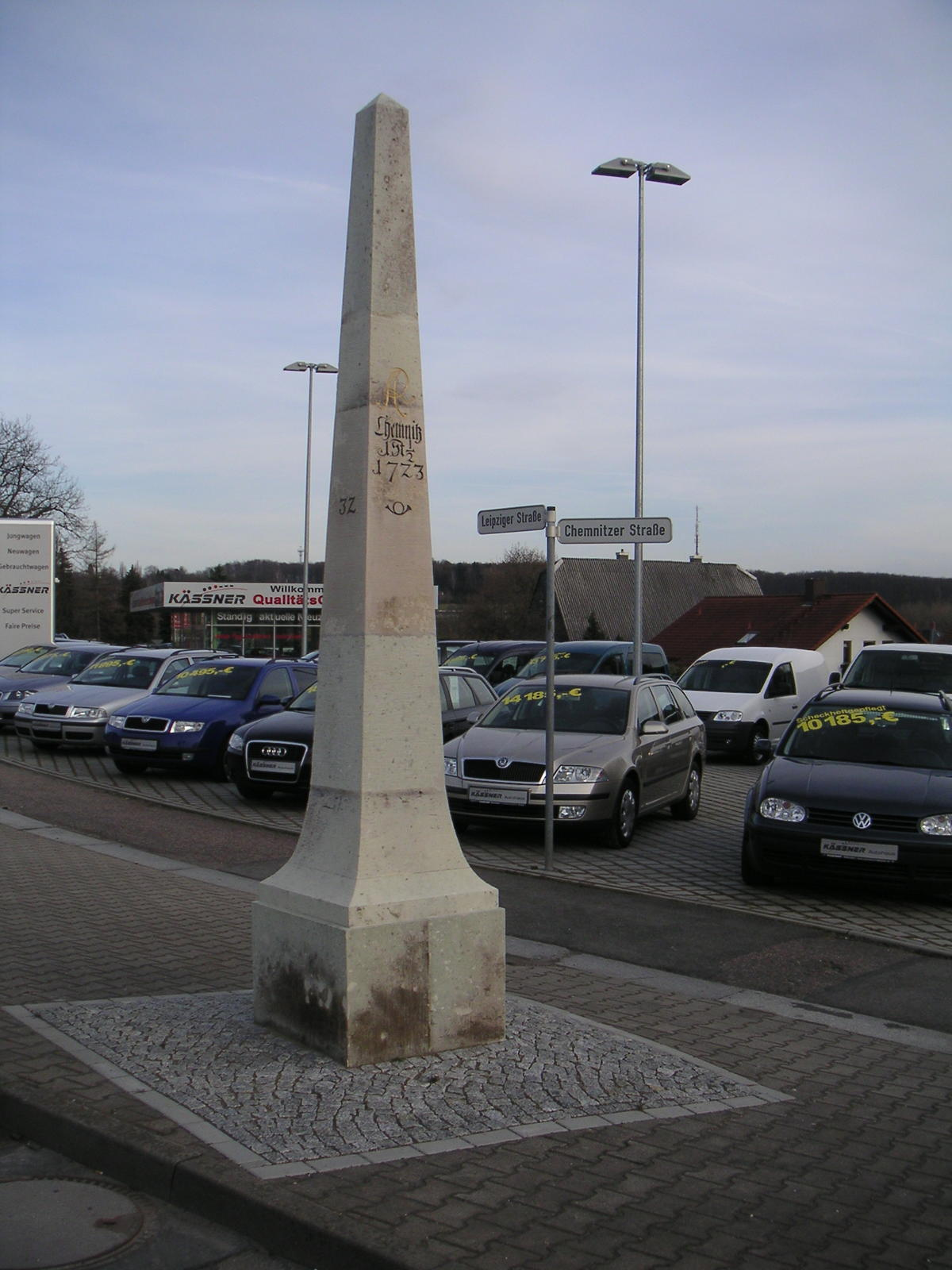
Ganzmeilensäule in Chemnitz-Röhrsdorf

Die denkmalgeschützte kursächsische Ganzmeilensäule Chemnitz gehört zu den Postmeilensäulen, die im Auftrag des Kurfürsten Friedrich August I. von Sachsen durch den Land- und Grenzkommissar Adam Friedrich Zürner in der 1. Hälfte des 18. Jahrhunderts im Kurfürstentum Sachsen errichtet worden sind. Sie befindet sich an der Südseite der Einmündung Chemnitzer Straße in die Leipziger Straße, an der alten Poststraße von Dresden nach Hof in der sächsischen Stadt Chemnitz.

## Geschichte
Die Nachbildung wurde mit Resten der alten Säule gefertigt und aus Anlass der 800-Jahr-Feier von Röhrsdorf 2007 neu aufgestellt. Die Reste der alten Säule standen bis dahin in einem kleinen Park der Gemeinde ca. 100 Meter entfernt von den jetzigen Standort. 
Die Säule trägt die Jahreszahl 1723 und die Reihennummer 32. Es handelt sich in den 1990er Jahren aufgestellte Nachbildung der 1925 bei einem Verkehrsunfall zerstörten Säule.